# 贝尼翁
贝尼翁（法語：Beignon，法語發音：[bɛɲɔ̃]）是法国莫尔比昂省的一个市镇，属于瓦讷区。

## 地理
贝尼翁（47°58'15"N, 2°10'16"W）面积24.87 平方千米，位于法国布列塔尼大區莫尔比昂省，该省份为法国西北部沿海省份，位于布列塔尼半岛南部，北起阿摩尔滨海省、西接菲尼斯泰尔省，南濒大西洋，东南接大西洋卢瓦尔省，东临伊勒-维莱讷省。
与贝尼翁接壤的市镇（或旧市镇、城区）包括：潘蓬、大普莱朗、圣马洛德贝尼翁、盖尔、波尔卡罗、欧冈、康佩内阿克。

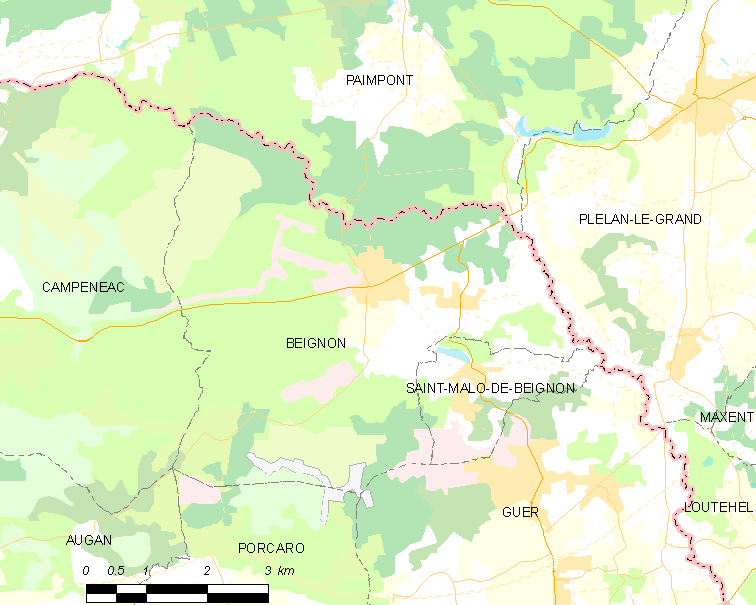
贝尼翁的OSM定位图

贝尼翁的时区为UTC+01:00、UTC+02:00（夏令时）。

## 行政
贝尼翁的邮政编码为56380，INSEE市镇编码为56012。

## 政治
贝尼翁所属的省级选区为盖尔县。

## 人口

1962-2008年间贝尼翁人口变化图示

贝尼翁于2022年1月1日时的人口数量为1939人。